# Замок Плесси-Бурре
Замок Плесси-Бурре (фр. Château du Plessis-Bourré) расположен в коммуне Écuillé неподалёку от Анжера (фр. Anger) в департаменте Мен и Луара (фр. Maine-et-Loire) во Франции и является одним из великолепных замков Луары, наравне с такими как  Шомон, Шенонсо или Сомюр. Замок прекрасно сохранился и его нынешний вид почти не отличается от того, что был создан почти пять веков назад. Является частной собственностью, но открыт для посещения.

## История
История замка Плесси-Бурре начинается в 1462 году, когда Жан Бурре, казначей и главное доверенное лицо короля Людовика XI, покупает земли Плесси-ле-Ван (фр. — Plessis-le-Vent) у семейства Сент-Морен (фр. — Sainte-Maureen) и называет приобретённое владение своим именем. Уже в 1468 году Жан начинает строительство замка на месте бывшего феодального поместья. Через пять лет, в 1473 году, строительство замка завершено.
Основная идея при строительстве замка заключалась в том, чтобы создать маленькую крепость со всеми приличествующими элементами, и в то же время замок должен был стать резиденцией своего владельца со всеми полагающимися удобствами и возможностью проводить пышные балы и праздники. К чести архитекторов задача Плесси-Бурре полностью соответствует этим критериям.
В 1730 году замок переходит по наследству от Мари-Юрбен дю Плесси, маркиза дю Жарзе семейству Брев, которое в 1752 году продаёт замок семейству Рюйе. Рюйе владеют замком до 1793 года, вплоть до ареста в 1793 году владельца замка Жана-Гийома де Лапланша, графа Рюйе.
В первой половине XIX века замок был заброшен. В 1850 году появляется проект, согласно которому Плесси-Бурре подлежал сносу, а на его месте предлагалось организовать карьер по добыче известкового туфа. Однако в 1851 году замок приобретён был господином Авенаном, нотариусом из Анже, что предотвратило его полное разрушение. В 1911 году Анри Ваисс, племянник Клод-Мариюса Вайсса, префекта департамента Рона и сенатора Лиона, покупает Плесси-Бурре и проводит масштабную реставрацию здания.
Во время Первой мировой войны замок был реквизирован для нужд военных, и в нём был устроен госпиталь.
В результате событий в Польше в сентябре 1939 года в Анже перебирается польское правительство. Из Польши в департамент также перемещаются посольства иностранных государств, временные резиденции которых располагаются в замках близ Анже. В частности, дипломатическое представительство США размещается в Плесси-Бурре.
В 1954 году после смерти Анри Ваисса замок переходит по наследству к его племяннику Франсуа Рей-Су, который принимает решение открыть замок для публичного доступа. C 2009 года Плесси-Бурре находится под управлением гражданского общества по владению недвижимостью, состоящего из представителей семьи Рей-Су. Оперативное управление осуществляют Жан-Франсуа Рей-Су и его двоюродный брат Эмерик Д’Антенез.

## Архитектура
Плесси-Бурре — пример архитектуры переходного периода, объединяющий в себе как конструкции, присущие для средневековой крепости, так и элементы замка периода эпохи Возрождения.
Как средневековая крепость Плесси-Бурре имеет систему оборонительных сооружений. Комплекс замка и стен представляет собой строение прямоугольной формы, обнесённое рвом. По углам расположены четыре башни, одна из которых является донжоном, который защищён валгангом, многочисленными бойницами и машикулями. Северный фасад крепости, к которому ведёт мост через ров, защищён машишулями и бойницами. Непосредственный проход к зданию замка защищён герсой и проходит по двум подъёмным мостам — одному, пешеходному, и другому, для всадников и карет.
Плесси-Бурре наполнен элементами, характерными для архитектуры эпохи Возрождения, такими как, например, сводчатые крытые галереи для прогулок или высокие окна с импостами. Интерьеры замка хранят искусно вытканые гобелены, шедевры живописи и выдающиеся изделия мебели и столярного дела.